# Otakar Brousek mladší
Otakar Brousek mladší, v hereckém prostředí přezdívaný Ťulda (* 8. května 1957, Praha) je český divadelní, filmový, televizní a dabingový herec, člen souboru Divadla na Vinohradech. V dabingu propůjčil svůj hlas např. Remusovi Lupinovi kterého ztvárnil David Thewlis ve filmové sérii Harry Potter.

## Život
Pochází z hereckého prostředí, jeho otec Otakar Brousek starší byl přední český herec, jeho sestra Jaroslava Brousková je rovněž herečkou. Po absolutoriu na pražské konzervatoři působil od roku 1978 v divadle na Kladně (v roce 1945 zde začínal hrát i jeho otec) a vydržel zde hrát 12 let. V letech 1990 až 2007 byl v angažmá v Městských divadlech pražských. Mezi roky 2008 a 2012 byl stálým hostem Divadla Na Fidlovačce. Od září 2012 je členem hereckého souboru Divadla na Vinohradech. Kromě divadla vystupuje i ve filmu a televizi. Příležitostně se věnuje i moderování.V roce 2010 byl nominován na Cenu Thálie za roli Veršinina ve Třech sestrách v Divadle Na Fidlovačce – režie J. Deák.
Jeho první manželkou byla herečka kladenského divadla Zuzana Mixová, se kterou má děti Báru a Ondřeje. Jeho druhá manželka Helena je tanečnicí a choreografkou. Ve druhém manželstvi syn Kristián.
V letech 2006–2011 navigoval Dalibora Gondíka v rallye.

## Divadelní role

### Městská divadla pražská
- 1991 Friedrich Dürrenmatt: Achterloo, Papež Jan, Městská divadla pražská, režie Miloš Horanský
- 1991 Jaroslav Vostrý: Lotos na mrazu, Cupa, Městská divadla pražská, režie Lucie Bělohradská
- 1991 Alexandre Dumas starší: Tři mušketýři, D'Artagnan, Městská divadla pražská, režie Miloš Horanský
- 1991 Roark Bradford: Černošský PánBůh a páni proroci, Adam, Městská divadla pražská, režie Rudolf Vedral
- 1991 Oscar Wilde: Jak je důležité míti Filipa, Algernoon Moncrieff, Městská divadla pražská, režie Lída Engelová
- 2000 Stendhal: Červený a černý, Páter Chélan, Městská divadla pražská, režie Milan Schejbal
- 2000 George Axelrod: Tak bacha, hochu!, Richard Sherman, Městská divadla pražská, režie Jiří Fréhar
- 2000 Eugène Labiche: Slaměný klobouk, Fadinard, Městská divadla pražská, režie Milan Schejbal
- 2001 Michail Bulgakov: Mrtvé duše, Nozdrev, Městská divadla pražská, režie Aleš Bergman
- 2001 Jacques Vilfrid: Bez obřadu, Antoine, Městská divadla pražská, režie Jan Pecha
- 2002 George Bernard Shaw: Pygmalion, Henry Higgins, Městská divadla pražská, režie Oto Ševčík
- 2003 Julian Tuwim: Únos Sabinek, Karel Bradáček, Městská divadla pražská, režie Jiří Fréhar
- 2003 Yasmina Reza: Třikrát život, Henri, Městská divadla pražská, režie Milan Schejbal
- 2004 Éric-Emmanuel Schmitt: Frederick, Kníže z Pillementu, Městská divadla pražská, režie Milan Schejbal
- 2004 Jerome Klapka Jerome: Tři muži ve člunu a pes, George, Městská divadla pražská, režie Milan Schejbal
- 2005 William Wilkie Collins: Žena v bílém, Sir Percival Glyde, Městská divadla pražská, režie Jan Pecha
- 2005 Armand Salacrou: Příliš počestná žena, Albert, Městská divadla pražská, režie Milan Schejbal
- 2006 Pavel Kohout: Arthurovo Bolero, Městská divadla pražská, režie Jan Burian
- 2006 Jiří Janků: U nás v Kocourkově, Starosta Adam, Městská divadla pražská, režie Petr Svojtka
- 2007 Peter Nichols: Hra vášní, Jim, Městská divadla pražská, režie Lída Engelová

### Divadlo Antonína Dvořáka Příbram
- 2006 Patrick Ryan: Jak jsem vyhrál válku, Dodds, Divadlo Antonína Dvořáka Příbram, režie Milan Schejbal
- 2008 Ernest Bryll: Na skle malované, Dopověz, Divadlo Antonína Dvořáka Příbram, režie Martin Pacek
- 2008 Peter Shaffer: Amadeus, Antonio Salieri, Divadlo Antonína Dvořáka Příbram, režie Jan Pecha

### Hudební divadlo Karlín
- 2002 Fred Abb: Chicago, Billy Flynn, Hudební divadlo Karlín, režie Petr Novotný

### Divadlo Na Jezerce
- 2004 Karel Hašler: S poklonou, Karel Hašler!, Divadlo Na Jezerce, režie Lída Engelová

### Divadlo Viola
- 2007 Jiřina Tejkalová: Ach, ta láska prodejná, Divadlo Viola, režie Jan Pecha

### Divadlo na Fidlovačce
- 2008 Louis Nowra: Noc bláznů, Roy, Divadlo Na Fidlovačce, režie Juraj Deák
- 2009 Anton Pavlovič Čechov: Tři sestry, Veršinin, Divadlo Na Fidlovačce, režie Juraj Deák
- 2009 Éric-Emmanuel Schmitt: Záhada aneb Zapřená láska, Erik Larsen, Divadlo Na Fidlovačce, režie Ondřej Brousek
- 2009 Sławomir Mrożek: Kouzelná noc, Pan kolega, Divadlo Na Fidlovačce, režie Juraj Deák
- 2010 Arthur Miller: Stvoření světa a jiné, Lucifer, Divadlo Na Fidlovačce, režie Juraj Deák
- 2011 Karol Sidon: Shapira, Ginsburg, Divadlo Na Fidlovačce, režie Juraj Deák
- 2011 Alan Jay Lerner: My Fair Lady, Plukovník Pickering, Divadlo Na Fidlovačce, režie Juraj Deák

### Divadlo na Vinohradech

#### Velká scéna

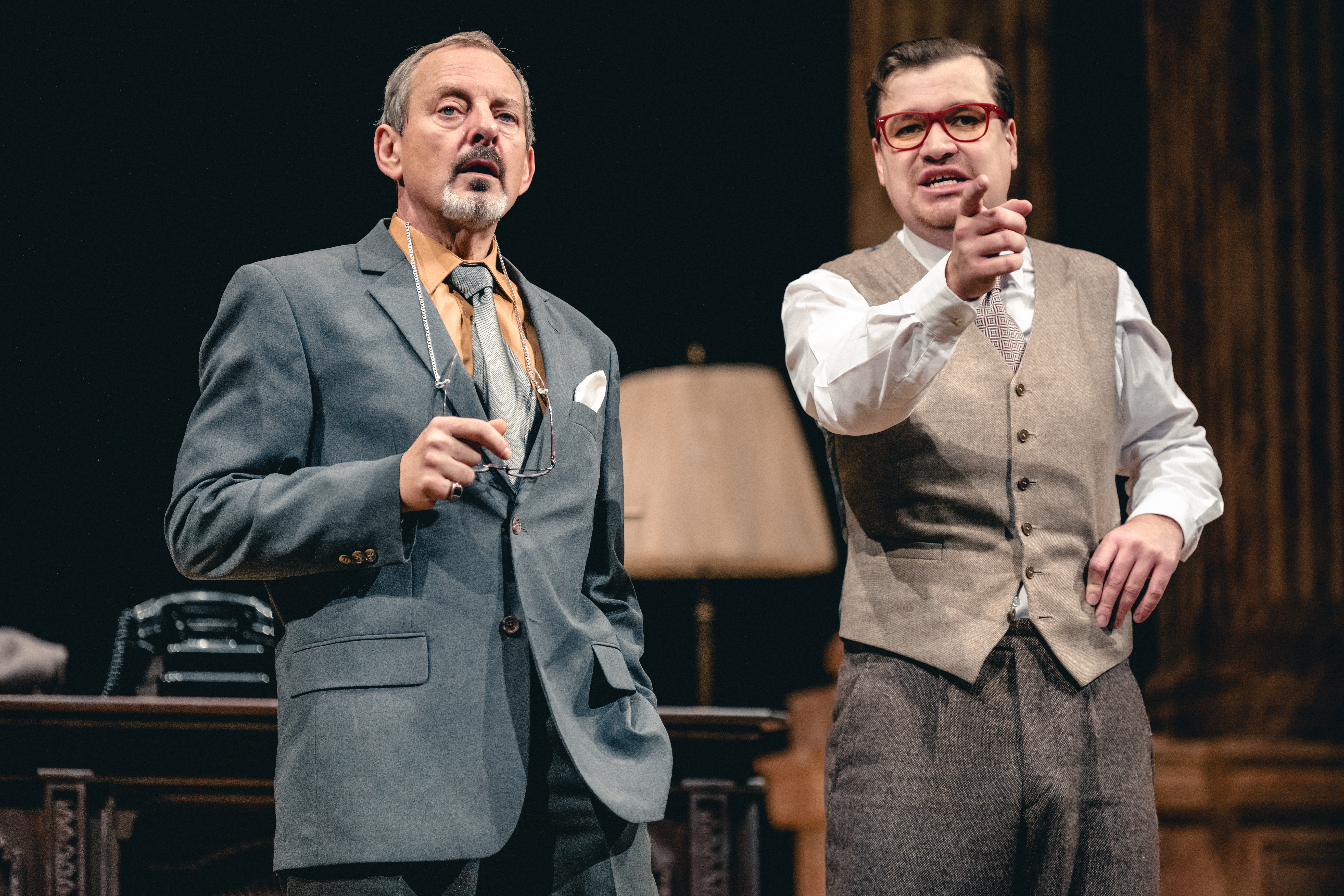
Otakar Brousek mladší jako Kilroy s Viktorem Javoříkem (Axel), v inscenaci Nepijte tu vodu, Divadlo na Vinohradech, foto Petr Chodura (2023)

- 1974 Alexandr Petrovič Štejn: V zajetí času, režie: Jan Strejček, československá premiéra: 11. prosince 1974, role: Malý Vsevolod
- 2012 William Shakespeare: Zkrocení zlé ženy, režie: Juraj Deák, premiéra: 14. prosince 2012, role: Gremio
- 2013 Henrik Ibsen: Rebeka (Rosmersholm), režie: Juraj Deák, premiéra: 22. února 2013, role: Petr Mortensgaard
- 2013 Pavel Kohout podle Karla Hašlera: Hašler…, režie: Tomáš Töpfer, světová premiéra: 19. dubna 2013, obnovená premiéra: 18. října 2019, role: Eduard Bass – Gestapák bohemista
- 2013 Luigi Pirandello: Jindřich IV., režie: Michal Vajdička, premiéra: 20. prosince 2013, role: Dr. Dionisio Genoni
- 2014 Arthur Wing Pinero: Soudce v nesnázích, režie: Tomáš Töpfer, premiéra: 21. března 2014, role: Bullamy
- 2015 Karel Čapek: Loupežník, režie: Tomáš Töpfer, premiéra: 6. února 2015, role: Profesor
- 2015 William Shakespeare: Romeo a Julie, režie: Juraj Deák, premiéra: 12. prosince 2015, role: Montek
- 2016 Piérre-Aristide Bréal: Velká mela aneb Francouzská kuchyně, režie: Daniel Hrbek, premiéra: 18. března 2016, role: Francis
- 2017 Henrik Ibsen: Peer Gynt, režie: Martin Čičvák, premiéra: 17. března 2017, role: Ženichův otec – Dědek z Doveru – Kapitán – Kněz
- 2017 Arthur Miller: Čarodějky ze Salemu, režie: Juraj Deák, premiéra: 20. prosince 2017, role: Soudce Hathorne
- 2018 Jan Vedral podle Vladimíra Neffa: Sňatky z rozumu, režie: Radovan Lipus, světová premiéra: 23. března 2018, role: Pragmatik hejtman Schwenke – Pragmatik továrník Smolík
- 2019 Penelope Skinner: Ahoj, krásko! (Linda), režie: Juraj Deák, česká premiéra: 17. května 2019, role: Dave
- 2020 Viktor Dyk: Zmoudření Dona Quijota, režie: Martin Čičvák, premiéra: 7. února 2020, role: Farář
- 2020 Jan Vedral podle Olgy Scheinpflugové: Český román, režie: Radovan Lipus, světová premiéra: 11. září 2020, role: Komunista – Ministr Moravec – Knihovník – Ministr Kopecký – Cheef Salamander
- 2021 Eugène Labiche: Slaměný klobouk, režie: Tomáš Töpfer, premiéra: 8. září 2021, role: Vezinet
- 2021 Guy de Maupassant – Vladimír Čepek: Miláček, režie: Šimon Dominik, premiéra: 3. prosince 2021, role: Pan Walter
- 2022 Agatha Christie: Past na myši, režie: Jan Burian, premiéra: 15. října 2022, role: Pan Paravicini
- 2023 Jan Vedral podle Josefa Škvoreckého: Danny Smiřický (Příběhy inženýra lidských duší), režie: Radovan Lipus, světová premiéra: 27. ledna 2023, role: Doktor Labský – Milan – První tajemník – Irenin manžel
- 2023 Woody Allen: Nepijte tu vodu, režie: Juraj Deák, premiéra: 15. prosince 2023, role: Kilroy

#### Studiová scéna
- 2016 Milan Uhde: Zvěstování aneb Bedřichu, jsi anděl, režie: Jan Burian, premiéra: 8. září 2016, role: Bedřich
- 2018 Viliam Klimáček: Hrobníkova dcera (Zjevení), režie: Šimon Dominik, česká premiéra: 6. prosince 2018, role: Otec, hrobník

## Seriálové role
- O perníkové chaloupce (2007)
- Ohnivý kuře (2017)
- Ulice (2016)

## Audioknihy
- Melouch, napsal Michal Viewegh, vydala Audiotéka, 2017
- Jmenuju se Ozzy, vydala Audiotéka, 2018
- Komu není shůry dáno, dlouho duchem nebude, vydala Audiotéka, 2019
- Chraň nás Pánbůh před Finem, vydala Audiotéka, 2020
- Smysluplná vražda, Agatha Christie, VOXI 2020
- Mrazivé vraždy, Agatha Christie, VOXI 2021
- Oznamuje se vražda, Agatha Christie, VOXI 2021
- Letní záhady, Agatha Christie, VOXI 2022
- DVeře do léta, Robert A. Heinlein, WALKER&VOLF 2017
- Mrtvá šelma, Jiří Walker Procházka, Klára Smolíková, WALKER&VOLF 2015
- Do temnoty, Pavel Stehlík, WALKER&VOLF 2023

## Rozhlas
- 2013 Karel Čapek: Věci kolem nás (11 dílů), režie: Markéta Jahodová